# Hirnnerv
Als Hirnnerven werden jene Nerven bezeichnet, die direkt aus spezialisierten Nervenzellansammlungen im Gehirn entspringen, den Hirnnervenkernen, zumeist im Hirnstamm.

Hirnnervenkerne im Schema eines Sagittalschnitts

Die anderen Nerven des Körpers entspringen dem Rückenmark als Spinalnerven. Eine Ausnahme bildet der Nervus accessorius (XI, Nummerierung siehe Tabelle unten); dieser gilt als Hirnnerv, obwohl er zum Teil dem Rückenmark entspringt. Der Nervus olfactorius (I) und der Nervus opticus (II) sind keine peripheren Nerven, sondern Teile des Gehirns; sie werden aufgrund der traditionellen Sicht dennoch weiterhin als Hirnnerven bezeichnet. Einen Sonderfall stellt auch der Nervus terminalis (0) dar.
Ein Hirnnerv kann unterschiedliche Faserqualitäten führen: somatisch oder viszeral afferente oder efferente, wobei sowohl Somatoafferenzen und Somatoefferenzen als auch Viszeroafferenzen und Viszeroefferenzen in allgemeine und spezielle unterschieden werden. Allgemein wird afferent auch sensibel sowie efferent auch motorisch genannt, womit in somatosensible und viszerosensible sowie somatomotorische und viszeromotorische Nervenfasern unterteilt wird. Die Hirnnerven versorgen den Kopfbereich, den Hals und mit parasympathischen vegetativen Fasern auch Organe im Rumpfbereich.

## Übersicht
Die Hirnnerven als Bestandteil des Nervensystems waren bereits Galenos bekannt. In klassischer Sicht gibt es ein Dutzend paariger, also jeweils beidseitig angelegter Hirnnerven. Die Nummerierung erfolgt mit römischen Zahlzeichen von  rostral nach caudal, entsprechend der Austrittsstelle der Nerven am Gehirn. Die Klassifikation wurde 1788 von Samuel Thomas von Soemmerring in seiner Schrift Vom Hirn und Rückenmark eingeführt. Der Pariser Forscher Mathias Marie Duval (1844–1907) führte später weitere, histologische Untersuchungen über den Ursprung der Hirnnerven durch.

Durchtrittsstellen der Hirnnerven durch die Schädelknochen
Darstellung der Hirnnerven mit Lage und Verlauf an der Hirnbasis im Schema
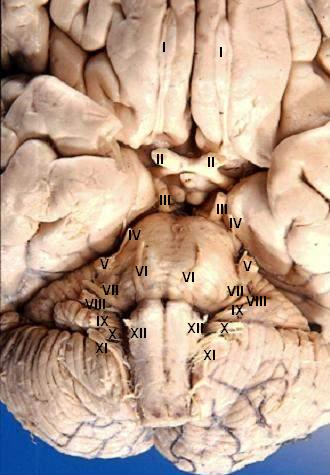
Hirnnerven in situ

| Nummer | Name                                                     | Versorgungsgebiet | Faserqualität                                                                                       |
| ------ | -------------------------------------------------------- | --- | --------------------------------------------------------------------------------------------------- |
| 0      | Nervus terminalis (Terminalnerv)                         | (beim Menschen rudimentär) Leitet Signale vom Vomeronasal-Organ (Pheromonwirkung) zum Gehirn, innerviert glatte Gefäßmuskulatur | (speziell) somatoafferent, viszeroefferent                                                          |
| I      | Nervus olfactorius (Riechnerv)                           | Leitet Signale von der Nase zum Gehirn. | sensorisch (spezielle Viszeroafferenz)                                                              |
| II     | Nervus opticus (Sehnerv)                                 | Leitet die Signale der Netzhaut zum Gehirn. | sensorisch (spezielle Somatoafferenz)                                                               |
| III    | Nervus oculomotorius (Augenbewegungsnerv)                | Steuert vier von sechs äußeren Augenmuskeln, den Lidheber, sowie die Akkommodation und die Pupillenverengung. | somatomotorisch und vegetativ (parasympathisch, allgemeine Somatoefferenz)                          |
| IV     | Nervus trochlearis (Augenrollnerv)                       | Steuert den schrägen oberen Augenmuskel (Musculus obliquus superior) | somatomotorisch (allgemeine Somatoefferenz)                                                         |
| V      | Nervus trigeminus (Drillingsnerv)                        | Untergliedert sich in den Augennerv (Nervus ophthalmicus), den Oberkiefernerv (Nervus maxillaris) und den Unterkiefernerv (Nervus mandibularis). Er leitet sensible Informationen aus dem ganzen Gesichtsbereich zum Gehirn und innerviert die Kaumuskulatur. | somatoafferent und branchiomotorisch (spezielle Viszeroefferenz)                                    |
| VI     | Nervus abducens (Augenabziehnerv)                        | Innerviert den lateralen Augenmuskel. | somatomotorisch (allgemeine Somatoefferenz)                                                         |
| VII    | Nervus facialis (Gesichtsnerv)                           | Steuert die Muskulatur der Mimik und Musculus stapedius, vermittelt auch die Geschmackswahrnehmung in den vorderen zwei Dritteln der Zunge, innerviert alle Kopfdrüsen außer der Ohrspeicheldrüse. | branchiomotorisch, vegetativ (parasympathisch) und sensorisch (spezielle Viszeroafferenz)           |
| VIII   | Nervus vestibulocochlearis (Hör- und Gleichgewichtsnerv) | Zuständig für die Weiterleitung der Informationen von der Hörschnecke und dem Gleichgewichtsorgan. | sensorisch (spezielle Somatoafferenz)                                                               |
| IX     | Nervus glossopharyngeus (Zungen-Rachen-Nerv)             | Leitet die Signale des hinteren Zungenabschnittes zum Gehirn und innerviert die Muskeln des Rachens. Wichtig für den Schluckakt. Innerviert auch die Ohrspeicheldrüse. | sensorisch (spezielle Viszeroafferenz), sensibel, branchiomotorisch und vegetativ (parasympathisch) |
| X      | Nervus vagus („umherschweifender“ Nerv)                  | Hauptnerv des Parasympathikus und an der Regulation der Tätigkeit vieler innerer Organe beteiligt | sensorisch (spezielle Viszeroafferenz), sensibel, branchiomotorisch und vegetativ (parasympathisch) |
| XI     | Nervus accessorius („hinzukommender“ Nerv)               | Versorgt motorisch den Musculus trapezius und den Musculus sternocleidomastoideus. Der Nervus accessorius entspringt eigentlich aus dem Rückenmark (Radix spinalis). Da er jedoch parallel zum Rückenmark in die Schädelhöhle zieht und diese dann an der Schädelbasis wieder verlässt, wird er zu den Hirnnerven gezählt. Die Radix cranialis (branchiomotorisch) lagert sich an den Nervus vagus an und bildet beidseits den Nervus laryngeus recurrens. | somatomotorisch, branchiomotorisch                                                                  |
| XII    | Nervus hypoglossus (Unterzungennerv)                     | Steuert die Zungenbewegung. | somatomotorisch                                                                                     |

Die Hirnnerven V, VII, IX, X und XI werden aufgrund ihrer embryologischen Entwicklung auch als Kiemenbogennerven bezeichnet. Ihre motorische Faserqualität bezeichnet man als speziell viszeromotorisch bzw. branchiomotorisch (d. h. die Muskeln versorgend, die sich aus den Kiemenbogen entwickelt haben).
Veraltete Bezeichnungen für den Nervus vestibulocochlearis (VIII) sind Nervus statoacusticus und Nervus otoacusticus.